# ГЕС Пірріс
ГЕС Пірріс — гідроелектростанція в центральній частині Коста-Рики, за три десятки кілометрів від столиці країни Сан-Хосе. Використовує ресурс із річки Пірріс, яка дренує південний схил Кордильєри-де-Таламанка та впадає в Тихий океан за пів сотні кілометрів на південний захід від Сан-Хосе.
У межах проєкту річку перекрили арковою греблею з ущільненого котком бетону висотою 113 метрів і завдовжки 270 метрів, яка утримує водосховище з об'ємом 30 млн м3. Від сховища через лівобережний гірський масив прокладено дериваційний тунель довжиною 11 км, котрий через напірні водоводи подає ресурс до машинного залу.
Основне обладнання станції становлять дві турбіни типу Пелтон потужністю по 64 МВт, які при напорі у 884 метри забезпечують виробіток 561 млн кВт-год електроенергії на рік.
Відпрацьована вода повертається у Пірріс.
Видача продукції відбувається по ЛЕП, розрахованій на роботу під напругою 230 кВ.